# Leichtathletik-Länderkampf der Männer 1963 Norwegen – BR Deutschland
| 10. Leichtathletik-Länderkampf mit bundesdeutscher Beteiligung 1963 | 10. Leichtathletik-Länderkampf mit bundesdeutscher Beteiligung 1963 |
| ------------------------------------------------------------------- | ------------------------------------------------------------------- |
|                                                                     |                                                                     |
| Ländervergleich der Männer: Norwegen – BR Deutschland               |                                                                     |
| Austragungsort                                                      | Oslo                                                                |
| Wettbewerbe                                                         | 20                                                                  |
| Datum                                                               | 14./15. September 1963                                              |
| 1. FRG 2. NOR                                                       | 126 Punkte 086 Punkte                                               |
| Chronik                                                             |                                                                     |
| ← GBR-FRG (F)                                                       | FRG-FIN (M) →                                                       |

Im zehnten Vergleich des Länderkampfjahres 1963 kam es wieder zu einer Premiere. Zum ersten Mal trat Deutschland gegen Norwegen an. Gastgeber dieser Begegnung der Männer war am 14./15. September die norwegische Hauptstadt Oslo.

## Wettbewerbe und Modus
Auf dem Programm standen die bei Länderkämpfen üblichen zwanzig Disziplinen. Aus dem olympischen Wettbewerbskatalog fehlten nur der Marathonlauf, die beiden Gehdisziplinen und der Zehnkampf. Die Wertung erfolgte in allen Disziplinen nach dem Standardsystem.

## Ergebnis
In den Wurf-/Stoßdisziplinen lagen die norwegischen Leichtathleten mit drei Siegen bei einem Doppelerfolg vorn. Die bundesdeutschen Sportler konnten hier nur das Kugelstoßen für sich entscheiden. In allen anderen Bereichen dominierte die bundesdeutschen Sportler das Aufeinandertreffen. Abgesehen vom 110-Meter-Hürdenlauf gewannen sie alle Einzelläufe und erzielten dabei sechs Doppelerfolge. Auch beide Staffeln sicherte sich das bundesdeutsche Team. In der Kategorie der Sprünge setzte sich Norwegen nur im Dreisprung durch. Die drei anderen Wettbewerbe gingen bei zwei Doppelerfolgen an die Bundesrepublik. So siegte die Bundesrepublik Deutschland in dieser ersten Begegnung der beiden Länder sehr deutlich mit 126 zu 86 Punkten.

## Resultate

### 100 m
| Platz | Athlet              | Land | Zeit (s) |
| ----- | ------------------- | ---- | -------- |
| 1     | Alfred Hebauf       | FRG  | 10,4     |
| 2     | Friedrich Roderfeld | FRG  | 10,5     |
| 3     | Richard Simonsen    | NOR  | 10,8     |
| 4     | Kjell Reistad       | NOR  | 11,1     |

Datum: 15. September

### 200 m
| Platz | Athlet              | Land | Zeit (s) |
| ----- | ------------------- | ---- | -------- |
| 1     | Friedrich Roderfeld | FRG  | 21,2     |
| 2     | Carl Fredrik Bunæs  | NOR  | 21,3     |
| 3     | Peter Gamper        | FRG  | 22,0     |
| 4     | Richard Simonsen    | NOR  | 221      |

Datum: 14. September

### 400 m
| Platz | Athlet             | Land | Zeit (s) |
| ----- | ------------------ | ---- | -------- |
| 1     | Manfred Kinder     | FRG  | 46,0     |
| 2     | Carl Fredrik Bunæs | NOR  | 46,6     |
| 3     | Jürgen Kalfelder   | FRG  | 47,4     |
| 4     | Dag Wold           | NOR  | 48,5     |

Datum: 15. September

### 800 m
| Platz | Athlet            | Land | Zeit (min) |
| ----- | ----------------- | ---- | ---------- |
| 1     | Arnd Krüger       | FRG  | 1:52,5     |
| 2     | Klaus Wengoborski | FRG  | 1:53,7     |
| 3     | Thor Solberg      | NOR  | 1:54,4     |
| 4     | Knut Brustad      | NOR  | 1:55,8     |

Datum: 15. September

### 1500 m
| Platz | Athlet              | Land | Zeit (min) |
| ----- | ------------------- | ---- | ---------- |
| 1     | Heinz-Gerd Döhrmann | FRG  | 3:52,9     |
| 2     | Klaus Lehmann       | FRG  | 3:53,0     |
| 3     | Ivar Isaksen        | NOR  | 3:55,5     |
| 4     | Binar Förde         | NOR  | 3:55,6     |

Datum: 14. September

### 5000 m
| Platz | Athlet         | Land | Zeit (min) |
| ----- | -------------- | ---- | ---------- |
| 1     | Horst Flosbach | FRG  | 14:21,0    |
| 2     | Hans Tiebing   | FRG  | 14:21,2    |
| 3     | Odd Fuglem     | NOR  | 14:21,2    |
| 4     | Arnt Tunseth   | NOR  | 15:09,4    |

Datum: 15. September

### 10.000 m
| Platz | Athlet             | Land | Zeit (min) |
| ----- | ------------------ | ---- | ---------- |
| 1     | Peter Kubicki      | FRG  | 29:39,4    |
| 2     | Günther Nordhausen | FRG  | 29:56,4    |
| 3     | Ola Tellesbø       | NOR  | 30:00,0    |
| 4     | Per Lien           | NOR  | 30:10,6    |

Datum: 14. September

### 110 m Hürden
| Platz | Athlet          | Land | Zeit (s) |
| ----- | --------------- | ---- | -------- |
| 1     | Kjellfred Weum  | NOR  | 14,5     |
| 2     | Klaus Nüske     | FRG  | 14,7     |
| 3     | Jan Gulbrandsen | NOR  | 14,9     |
| 4     | Werner Trzmiel  | FRG  | 28,2     |

Datum: 14. September
Werner Trzmiel verletzte sich, lief aber noch ins Ziel.

### 400 m Hürden
| Platz | Athlet          | Land | Zeit (s) |
| ----- | --------------- | ---- | -------- |
| 1     | Ferdinand Haas  | FRG  | 50,2     |
| 2     | Jan Gulbrandsen | NOR  | 52,0     |
| 3     | John Skjelvag   | NOR  | 52,2     |
| 4     | Jörg Neumann    | FRG  | 52,3     |

Datum: 15. September

### 3000 m Hindernis
| Platz | Athlet            | Land | Zeit (min) |
| ----- | ----------------- | ---- | ---------- |
| 1     | Ludwig Müller     | FRG  | 9:02,0     |
| 2     | Manfred Letzerich | FRG  | 9:02,2     |
| 3     | Eirik Størdal     | NOR  | 9:07,2     |
| 4     | Ragnvald Dahl     | NOR  | 9:27,8     |

Datum: 15. September

### 4 × 100 m Staffel
| Platz | Besetzung      | Land                                                         | Zeit (s) |
| ----- | -------------- | ------------------------------------------------------------ | -------- |
| 1     | BR Deutschland | Klaus Ulonska Peter Gamper Alfred Hebauf Friedrich Roderfeld | 40,5     |
| 2     | Norwegen       | Richard Simonsen John Skjelvag Odd Bergh Kjell Reistad       | 42,0     |

Datum: 14. September

### 4 × 400 m Staffel
| Platz | Besetzung      | Land                                                            | Zeit (min) |
| ----- | -------------- | --------------------------------------------------------------- | ---------- |
| 1     | BR Deutschland | Jens Ulbricht Hans-Joachim Reske Johannes Schmitt Carl Kaufmann | 3:11,1     |
| 2     | Norwegen       | Dag Wold Andersen Richard Simonsen Carl Fredrik Bunæs           | 3:16,4     |

Datum: 15. September

### Hochsprung
| Platz | Athlet             | Land | Höhe (m) |
| ----- | ------------------ | ---- | -------- |
| 1     | Ingomar Sieghart   | FRG  | 1,98     |
| 2     | Gunther Spielvogel | FRG  | 1,98     |
| 3     | Odd Sangvik        | NOR  | 1,95     |
| 4     | Stein Steifen      | NOR  | 1,90     |

Datum: 14. September

### Stabhochsprung
| Platz | Athlet             | Land | Höhe (m) |
| ----- | ------------------ | ---- | -------- |
| 1     | Wolfgang Reinhardt | FRG  | 4,60     |
| 2     | Kjell Hovik        | NOR  | 4,60     |
| 3     | Reidulf Förde      | NOR  | 4,40     |
| 4     | Wolfgang Pinder    | FRG  | 4,20     |

Datum: 15. September

### Weitsprung
| Platz | Athlet           | Land | Weite (m) |
| ----- | ---------------- | ---- | --------- |
| 1     | Wolfgang Klein   | FRG  | 7,75      |
| 2     | Dieter Kehne     | FRG  | 7,39      |
| 3     | Odd Bergh        | NOR  | 7,31      |
| 4     | Harald Pettersen | NOR  | 6,87      |

### Dreisprung
| Platz | Athlet            | Land | Weite (m) |
| ----- | ----------------- | ---- | --------- |
| 1     | Odd Bergh         | NOR  | 15,53     |
| 2     | Michael Sauer     | FRG  | 15,26     |
| 3     | Heinrich Fröhling | FRG  | 15,05     |
| 4     | Martin Jensen     | NOR  | 14,75     |

Datum: 15. September

### Kugelstoßen
| Platz | Athlet               | Land | Weite (m) |
| ----- | -------------------- | ---- | --------- |
| 1     | Heinfried Birlenbach | FRG  | 17,94     |
| 2     | Bjørn Bang Andersen  | NOR  | 17,57     |
| 3     | Harald Lorentzen     | NOR  | 16,18     |
| 4     | Jens Reimers         | FRG  | 15,94     |

Datum: 15. September

### Diskuswurf
| Platz | Athlet             | Land | Weite (m) |
| ----- | ------------------ | ---- | --------- |
| 1     | Stein Haugen       | NOR  | 54,55     |
| 2     | Jens Reimers       | FRG  | 54,25     |
| 3     | Ragnar Skautvedt   | NOR  | 53,20     |
| 4     | Ferdinand Schladen | FRG  | 53,01     |

Datum: 14. September

### Hammerwurf
| Platz | Athlet          | Land | Weite (m) |
| ----- | --------------- | ---- | --------- |
| 1     | Oddvar Krogh    | NOR  | 61,89     |
| 2     | Hans Fahsl      | FRG  | 61,64     |
| 3     | Sverre Strandli | NOR  | 60,49     |
| 4     | Hans Wulff      | FRG  | 60,37     |

Datum: 15. September

### Speerwurf
| Platz | Athlet          | Land | Weite (m) |
| ----- | --------------- | ---- | --------- |
| 1     | Willy Rasmussen | NOR  | 81,48     |
| 2     | Terje Pedersen  | NOR  | 80,25     |
| 3     | Hermann Salomon | FRG  | 80,07     |
| 4     | Rolf Herings    | FRG  | 77,83     |

Datum: 15. September